# Destacamento naval Esperanza
El destacamento naval Esperanza fue una base de la República Argentina en la Antártida, ubicada en las coordenadas 63°24′S 56°59′O / -63.400, -56.983 en la bahía Esperanza de la península Trinidad en la península Antártica. Fue inaugurado el 31 de marzo de 1952 y destruido por un incendio el 15 de octubre de 1958. Luego de su reconstrucción forma parte de la base Esperanza con el nombre de Galpón de Marina, en donde se encuentra un incinerador, los componentes de telefonía y una antena satelital.

## Historia
El destacamento naval Esperanza fue comenzado a construir el 14 de enero de 1952, produciéndose un incidente con el Reino Unido el 1 de febrero cuando un equipo de la Armada Argentina, luego de realizar una advertencia, disparó ráfagas de ametralladora sobre un equipo civil del Falkland Islands Dependencies Survey del Reino Unido que descargaba materiales del barco HMS John Biscoe con la intención de reconstruir la Base D situada en las inmediaciones y lo obligó a reembarcar.
El destacamento naval fue inaugurado el 31 de marzo, siendo su primer jefe el teniente de fragata Luis Casanova. Quedó alojado en este destacamento un grupo del Ejército Argentino comandado por capitán Jorge Edgar Leal, que estaba construyendo la base de ejército Esperanza en su adyacencia hasta el 17 de diciembre de 1953, fecha en que pudieron alojarse en el nuevo destacamento del ejército.
El buque ARA Bahía Aguirre transportó al personal, víveres y equipos, para la construcción de la base naval de la Armada Argentina, pero un temporal hizo zozobrar a dos lanchones del barco que cargaban la caldera del nuevo destacamento, medicinas, víveres, instrumental y 49 toneladas de carbón. Poco después otros temporales destruyeron las carpas del personal constructor y las instalaciones construidas, dejando a unos 50 hombres casi a la intemperie por un mes, cuando fueron auxiliados por el buque ARA Chiriguano. La primera dotación de la base estuvo compuesta por: el teniente de fragata Luis M. Casanova, el doctor Jorge F. Sarachaga, el cabo principal Ernesto Cuartas, el cabo segundo Serafín Casal y el marinero Antonio G. Olivera.
Fue desocupado el 27 de noviembre de 1956 y luego destruido por un incendio el 15 de octubre de 1958. Los remanentes de sus instalaciones fueron cedidos al Ejército Argentino como parte de la base Esperanza.